# Џексборо (Тенеси)
Џексборо (енгл. Jacksboro) град је у америчкој савезној држави Тенеси.

## Демографија
По попису из 2010. године број становника је 2.020, што је 133 (7,0%) становника више него 2000. године.
| Група             | 2000.         | 2010.         |
| Белци             | 1.841 (97,6%) | 1.961 (97,1%) |
| Афроамериканци    | 2 (0,1%)      | 3 (0,1%)      |
| Азијати           | 2 (0,1%)      | 3 (0,1%)      |
| Хиспаноамериканци | 28 (1,5%)     | 33 (1,6%)     |
| Укупно            | 1.887         | 2.020         |